# Arthur Sjögren
Carl Arthur Sjögren (2. oktober 1874 i Stockholm – 13. januar 1951) var en svensk maler og tegner.
Han gik 1893 på Kunstnerforbundets Skole, udstillede »Eftermiddagssol«, »Tre Koner paa en Bakke« o. a. malerier i olie og vandfarve, men samlede sig snart om tegningen: Illustrationer, bogligt skønvirke i typer og Ekslibris, tapetmønstre m. v. Han illustrerede en digtsamling af ham selv (1900), Grimms eventyr (1905) og Strindberg’ »Sveriges natur«. Foruden at tegne ekslibris (en samling i Stockholms Nationalmuseum) skrev han om dem: »Svenska ekslibris«, I (1909), »Topografisk ekslibris«, I (1916); han har også skrevet »Boktryckare- och förläggarmärken under 1400-talet« (1908) m. m. På Den baltiske Udstilling i Malmö sås en del bogbind af Sjögren.